# Vít Jánov
Pour les articles homonymes, voir Janov.
Vít Jánov, né le 25 décembre 1987 à Jablonec nad Nisou, est un biathlète tchèque. 

## Biographie
Actif au niveau international depuis 2005, il fait ses débuts en Coupe du monde en 2010. Il obtient son premier podium dans un relais à Sotchi en mars 2013, où il marque aussi ses premiers et seuls points avec une 39e place sur le sprint.

## Palmarès

### Coupe du monde
- Meilleur classement général : 99e en 2013.
- 1 podium en relais : 1 troisième place.

#### Différents classements en Coupe du monde
| Année     | Classement général final | Sprint | Poursuite | Individuel | Mass start |
| 2012-2013 | 99e                      | 89e    | -         | -          | -          |